# Taeniodera nigricollis
Taeniodera nigricollis är en skalbaggsart som beskrevs av Oliver Erichson Janson 1881. Taeniodera nigricollis ingår i släktet Taeniodera och familjen Cetoniidae. Inga underarter finns listade i Catalogue of Life.